# 速度分布関数
速度ベクトルを v とし、時刻 t においてある粒子の速度が v 近傍の微小体積要素 dv の中に含まれる確率が f(v, t)dvと表されるとき、この f(v, t) を速度分布関数（そくどぶんぷかんすう、英: velocity distribution function）という。よく知られた速度分布関数に、気体分子運動論から導かれるマクスウェル分布と、量子統計力学から導かれるボルツマン分布がある。